# Yehud-Monosson
Yehud-Monosson (tiếng Hebrew:יְהוּד-מוֹנוֹסוֹן, tiếng Ả Rập: يهود مونوسون) là một thành phố Israel. Thành phố thuộc quận Trung. Thành phố có diện tích 5,014 km2, dân số năm 2009 là 26.500 người.